# تنينية (سلاح)

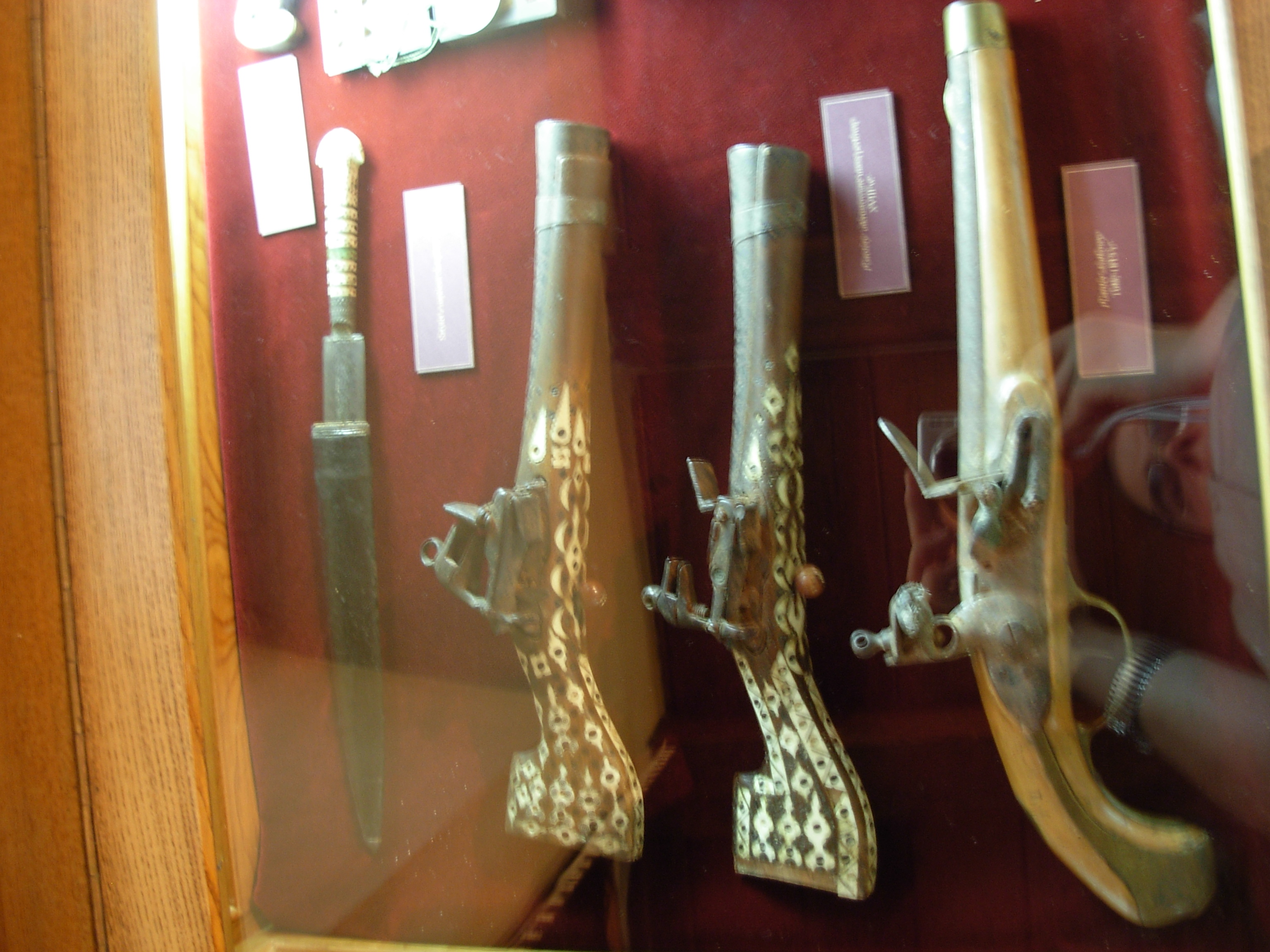
زوجان من التنينيات المبكرة من بولندا مزودة بقفل

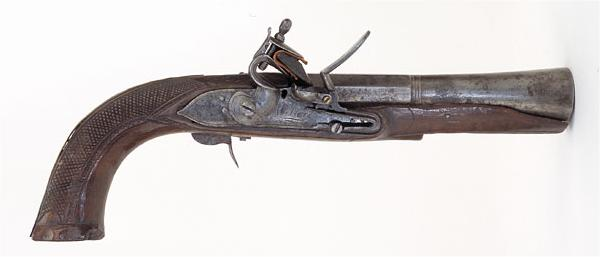
تنينية تم العثور عليها في ساحة معركة في سِرو جُردو ، فِرَكروز في المكسيك

التنينية هي نوعٌ مُقصر من البندقية الراعدة وهو سلاح ناري ذو سبطانة قصيرة من العيار الكبير يشتعل عند السبطانة وفي كثير من الأحيان في جميع أنحاء التجويف بأكمله. تُعطى التنينية لسلاح الفرسان الذين يحتاجون إلى سلاح ناري خفيف الوزن يسهل التعامل معه أثناء التركيب.